# Cassandre Beaugrand
Cassandre Laure Beaugrand (ur. 23 maja 1997 w Livry-Gargan) – francuska triathlonistka, złota i  brązowa medalistka olimpijska.
Trzykrotnie uczestniczyła w igrzyskach olimpijskich. W 2016 roku na igrzyskach w Rio de Janeiro zajęła 30. miejsce w zawodach kobiet. Podczas igrzysk olimpijskich w Tokio wzięła udział w dwóch konkurencjach triathlonowych – nie została sklasyfikowana w zawodach indywidualnych oraz zdobyła brązowy medal olimpijski w sztafecie mieszanej (wraz z nią francuską sztafetę stanowili: Léonie Périault, Dorian Coninx i Vincent Luis).
Podczas igrzysk olimpijskich w Paryżu zdobyła złoty medal w zawodach indywidualnych.